# Kapringen
Kapringen er en dansk dramafilm fra 2012 instrueret og skrevet af Tobias Lindholm. Filmen omhandler og er inspireret af sørøveri ud for Somalia. Filmen har fået gode anmeldelser i Danmark og blandt andet også ved Venedig Film Festival i Italien. Filmen modtog ligeledes Bodilprisen for bedste danske film.

## Handling
Fragtskibet MV Rozen er på vej mod havn, da det kapres af somaliske pirater i Det Indiske Ocean. Ombord på fragtskibet er to danske sømænd, skibskokken Mikkel (Pilou Asbæk) og maskinmesteren Jan (Roland Møller), der tages som gidsler. Piraterne kræver en løsesum på millioner af dollars, hvilket udløser et psykologisk drama mellem den danske skibsreder Peter C. Ludvigsen (Søren Malling) og de somaliske pirater.

## Medvirkende
- Mikkel – Pilou Asbæk
- Peter C. Ludvigsen – Søren Malling
- Lars Vestergaard – Dar Salim
- Jan Sørensen – Roland Møller
- Connor Julian – Gary Skjoldmose Porter
- Omar – Abdihakin Asgar
- Maria Hartmann – Amalie Ihle Alstrup
- Bestyrelsesformand – Ole Dupont
- Kamilla Hartmann – Amalie Vulff Andersen
- Anette Ludvigsen – Linda Laursen
- Kaptajn – Keith Pearson